# Норашен (Тавушская область)
Нораше́н (арм. Նորաշեն) — село на юго-востоке Тавушской области Армении.
Главой сельской общины является Гор Абраамян.

## География
Соседствующими селами Норашена являются Мосесгех, Верин Кармирахпюр, Чоратан и Айгепар. Поблизости есть так называемый замок циклопов.

## История
В переводе с армянского языка название «Норашен» переводится как «новое поселение». Село находится на нескольких холмах вблизи армяно-азербайджанской границы. Первые поселенцы, которые основали Норашен, прибыли сюда из Арцаха (в связи с этническими чистками армянского населения) и из Северного Арцаха, в частности, из села Крзен.

## Язык
Население Норашена, как и прилегающих поселений с центром в городе Берде, говорит на шамшадинском диалекте армянского языка, родственном арцахскому и сюникскому диалектам. Этот диалект характеризуется перестановкой ударения с последнего слога на предпоследний.

## Образование
В этом селе есть своя школа с 196 учащимися.

## Культура
В местном Доме культуры ежемесячно проходят концерты артистов. В селе есть своё футбольное поле, а также большой спортивный зал в школе.

## Известные уроженцы
- Авакян Артавазд Аршакович — биолог, генетик
- Азиз Вардевановна Агаджанян — раскройщица
- Эрикян, Артак — журналист
- Пайтян, Аршалуйс Аршавирович — генерал Министерства обороны Армении
- Акопян, Ашот (байкер) — байкер